# 亮甲店街道
亮甲店街道，是中华人民共和国辽宁省大連市金州区下辖的一个乡镇级行政单位。

## 行政区划
亮甲店街道下辖以下地区：
振兴社区、石磊子社区、陈家社区、蚕厂社区、石城社区、柳树社区、泉水社区、金顶社区、亮甲社区、红亮社区、岔山社区和葛麻社区。